# Köttets lustar (TV-serie)
Köttets lustar är ett svenskt tv-program om köttkonsumtion. Programmet sändes i tre delar under december 2017 i SVT. Programledare är Henrik Schyffert som under serien rannsakar sitt eget köttätande genom att bland annat arbeta på ett slakteri och adoptera två griskultingar.
Programmet produceras av Nathan Grossman, Agnes-Lo Åkerlind och Clara Mannheimer samt produktionsbolaget B-Reel Films för Sveriges Television.
Serien nominerades till Kristallen i kategorin årets fakta och nyhetsbevakning 2018.

## Avsnitt
| Nr | Sändningsdatum   | Titel                   |
| -- | ---------------- | ----------------------- |
| 1  | 7 december 2017  | Griseknoen              |
| 2  | 14 december 2017 | Ett grisliv             |
| 3  | 21 december 2017 | Den ofrivillige veganen |